# Orgilus excellens
Orgilus excellens är en stekelart som beskrevs av Taeger 1989. Orgilus excellens ingår i släktet Orgilus och familjen bracksteklar. Inga underarter finns listade i Catalogue of Life.